# مارغريت ترافرز سيمونز
مارغريت آن ترافرز سيمونز (الاسم قبل الزواج: ماري آن ويليامز، 18 أغسطس 1879-بعد عام 1951) ناشطة بريطانية في حق تصويت المرأة. أصبحت في 13 أكتوبر 1908 أول امرأة تتحدث في مجلس العموم عندما انفصلت عن مرافقها ودخلت غرفة البرلمان وصرخت متعجبة أمام المجلس.

## النشأة
ولدت في 18 أغسطس 1879 في بادينغتون، ووالدها روبرت ويليامز، مهندس معماري ويلزي انتُخب لعضوية مجلس مقاطعة لندن في عام 1901 وعمل في لجنة الإسكان فيه، وعمل في مصر في وقت لاحق.
تزوجت مارغريت في عام 1902 من ويليام ترافرز سيمونز في هامبستيد، وأصبح اسمها مارغريت ترافرز سيمونز. انفصل الزوجان بحلول عام 1906.

## سكرتيرة كير هاردي وناشطة حق تصويت المرأة
أصبحت ترافرز سيمونز سكرتيرة لسياسي حزب العمال كير هاردي. كتبت إلى لندن إيفنينج ستاندرد في أبريل 1906، لنقل السياسة المناهضة للحرب للاجتماع السابع (في بروكسل) للمكتب الاشتراكي الدولي، والذي حضره هاردي كمندوب لحزب العمال.
كان هاردي صديقًا ومحبًا لسيلفيا بانكهورست، وناشطًا في حق تصويت المرأة. كانا من الأعضاء المؤسسين لاتحاد شرق لندن لناشطي وناشطات حق تصويت المرأة، والذي كان مجموعة منشقة عن الاتحاد الاجتماعي والسياسي للمرأة. كانت ترافرز سيمونز ناشطة حق تصويت المرأة، وكانت لفترة وجيزة أمينةً لصندوق فرع الاتحاد الاجتماعي والسياسي للمرأة في لندن.

## حادثة 13 أكتوبر 1908
رتبت ترافرز سيمونز للتجول حول مباني البرلمان في 13 أكتوبر 1908.  كان هناك ثقب في الباب أمكن للنساء من خلاله رؤية الغرفة الرئيسية. هربت من مرافقها النائب هاول إدريس، الذي كفلها لقوة اسم والدها، بعد أن قادها إلى ثقب الباب. اقتحمت الغرفة الرئيسية في مجلس العموم حيث كان النقاش جاريًا حول مشروع قانون يتعلق بمختلف القضايا المتعلقة بالأطفال. تختلف التقارير حول الكلمات الدقيقة التي صرخت بها، لكنها تشمل:
- «أوقفوا حديثكم عن مشروع قانون الأطفال، وأعطوا النساء حق التصويت».[12]
- «قفوا عند مطالب النساء».
- «تناولوا قضية المرأة».[13]
- «اتركوا مناقشة مسألة الأطفال، وامنحوا التصويت للنساء أولًا».[14]

طُردت من المبنى، ولم يُقبض عليها، إذ لم يكن لشرطة العاصمة سلطة قضائية في مجلسي البرلمان. وقف ناشطو وناشطات حق تصويت المرأة خارج البرلمان ذلك المساء، احتجاجًا على أوامر الاستدعاء الموجهة ضد ثلاثة من قادتهم. اعتُقل خلال ذلك الاحتجاج 24 امرأة و12 رجلًا. قُبض على إميلين بانكهرست لاحقًا لتنظيمها المظاهرة وحُكم عليها بالسجن لمدة ثلاثة أشهر. كتبت الصحف الكبرى عن ذلك العمل الجريء، إذ شكلت علامة في التاريخ بكونها أول امرأة تتحدث في مجلس العموم، وكتبت في نفس اليوم إلى إدريس مؤكدة له أن تصرفها كان غير متعمد.

## ما بعد الحادثة
كان هاردي محرجًا جدًا من تصرفات مارغريت ترافرز سيمونز، على الرغم من أنهما ظلا على وفاق: إذ لم تكن آنذاك سكرتيرته الشخصية فحسب، بل لعبت أيضًا دورًا رئيسيًا في إدارة منزل هاردي. لم يُقبض عليها، إلا أن رئيس مجلس العموم فرض عقوبة استبعادها من المجلس لمدة عامين، وامتد حسب المنطقة إلى حرم كنيسة وستمنستر. واصلت ترافرز سيمونز العمل على مراسلات هاردي- التي تعطلت- في شقته، في نيفيل كورت قبالة فيتر لين. انضمت إلى فرع مدينة لندن لحزب العمال المستقل، والذي نظم اجتماعاته أحيانًا في الشقة. قُبض عليها في ديسمبر 1911 مع ناشطات أخريات بتهمة عرقلة التصويت، في مظاهرة أُلقيت فيها الحجارة، ما زاد من انزعاج هاردي.
تقدمت ترافرز سيمونز بطلب الطلاق من زوجها في عام 1910 بتهمة الزنا، ومُنحت الطلاق في عام 1911.
مر عقد من الزمن، وتولت أول امرأة مقعدها بعد انتخابها لعضوية البرلمان البريطاني، وهي نانسي أستور (الفيكونتيسة أستور) التي انتُخبت عام 1919 بعد التخفيف الذي سمح لبعض النساء بدخول الانتخابات البريطانية.